# Phytomyza pallitarsis
Phytomyza pallitarsis är en tvåvingeart som först beskrevs av Macquart 1835.  Phytomyza pallitarsis ingår i släktet Phytomyza och familjen minerarflugor.
Artens utbredningsområde är Frankrike. Inga underarter finns listade i Catalogue of Life.